# Argument (complex getal)

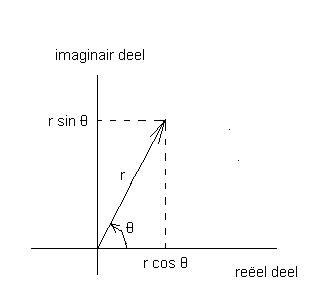
Argument van een complex getal

Onder argument van een complex getal {\displaystyle z} verstaat men in de functietheorie een op een geheel veelvoud van {\displaystyle 2\pi } na bepaalde hoek die de halve lijn van de oorsprong naar {\displaystyle z} maakt met de positieve reële as, positief gerekend tegen de wijzers van de klok in. Een argument van {\displaystyle z} wordt weergegeven als {\displaystyle \arg(z)}. Het argument van {\displaystyle z} met een waarde tussen 0 en {\displaystyle 2\pi } wordt de hoofdwaarde van het argument genoemd en wordt genoteerd als {\displaystyle \mathrm {arg} (z)}. De zo bepaalde hoofdwaarde van het argument is gelijk aan de poolhoek van het punt {\displaystyle z} in het complexe vlak. In plaats van de beperking tot waarden in het interval {\displaystyle [0,2\pi )}, wordt als hoofdwaarde ook wel de waarde in het interval {\displaystyle (-\pi ,\pi ]} gekozen.
De hoofdwaarde van het argument met waarde in het interval {\displaystyle (-\pi ,\pi ]} van het complexe getal {\displaystyle z=x+iy} kan als volgt met behulp van de speciaal daarvoor bestemde functie arctan2 worden bepaald.
{\displaystyle \mathrm {arg} (z)=\mathrm {arctan2} (y,x)={\begin{cases}\arctan({\frac {y}{x}})&{\mbox{voor}}\ x>0\\\arctan({\frac {y}{x}})+\pi &{\mbox{voor}}\ x<0,\ y\geq 0\\\arctan({\frac {y}{x}})-\pi &{\mbox{voor}}\ x<0,\ y<0\\+{\frac {1}{2}}\pi &{\mbox{voor}}\ x=0,\ y>0\\-{\frac {1}{2}}\pi &{\mbox{voor}}\ x=0,\ y<0\\{\text{onbepaald}}&{\mbox{voor}}\ x=0,\ y=0\\\end{cases}}}
Een complex getal {\displaystyle z} kan met behulp van {\displaystyle \arg(z)} en z'n modulus {\displaystyle |z|} als volgt worden weergegeven:
{\displaystyle z=|z|\ (\cos(\arg(z))+i\sin(\arg(z)))=|z|\ e^{i\arg(z)}}
Als {\displaystyle z} geen zuiver imaginair getal getal is, dus niet op de imaginaire as ligt, geldt:
{\displaystyle \tan \arg z={\frac {\Im (z)}{\Re (z)}}={\frac {z-{\bar {z}}}{z+{\bar {z}}}}}
waarin {\displaystyle {\bar {z}}} de complex geconjugeerde is van {\displaystyle z}.